# Leopardenhai
Der Leopardenhai (Triakis semifasciata) ist ein maximal etwa 2 Meter lang werdender Hai aus der Ordnung der Grundhaie (Carcharhiniformes). Er lebt küstennah im östlichen Pazifik von Oregon bis zum Golf von Kalifornien vor allem über sandigen und schlammigen Böden in der Nähe von Felsen und in Tangwäldern in Tiefen von einem bis 90 Metern.
Neben Triakis semifasciata wird auch der Zebrahai (Stegostoma fasciatum) im Deutschen hin und wieder als Leopardenhai bezeichnet. Sein Fleckenmuster ist viel feiner, er lebt im Indopazifik und ist als Angehöriger der Ammenhaiartigen (Orectolobiformes) auch nicht nahe mit Triakis semifasciata verwandt.

## Merkmale
Leopardenhaie sind schlank, haben eine graue bis bronzefarbene Grundfarbe und schwarze, quer über den Rücken verlaufende Sattelflecke sowie weitere größere und kleinere dunkle Flecken an den Flanken. Die Maximallänge der Männchen beträgt 2 Meter, die der Weibchen 1,8 Meter. Das maximale veröffentlichte Gewicht beträgt 18,4 kg.

## Verbreitung

Verbreitungsgebiet

Das Verbreitungsgebiet dieses Hais liegt im nordöstlichen Pazifik und reicht von der Küste Oregon bis zum Golf von Kalifornien und Mexiko. Dabei lebt er in Tiefen von 4 bis 90 Metern in Grundnähe.

## Lebensweise
Leopardenhaie sind aktive Schwimmer, deren Körper in ständiger undulierender Bewegung sind. Sie bewegen sich oft in großen nomadisierenden Gruppen, die auch mit anderen Haiarten, wie den Glatthaiarten Mustelus californicus und Mustelus henlei und dem Dornhai (Squalus acanthias) gemischt sein können.
Die Haie haben ein weites Nahrungsspektrum, in dem bodenbewohnende Wirbellose, wie Krabben, Garnelen, Muscheln, Kopffüßer und Würmer eine weit wichtigere Rolle spielen als Beutefische. Sie vermehren sich ovovivipar, das Weibchen bringt nach einer Tragzeit von zwölf Monaten 4 bis 29 Jungfische zur Welt, die dann eine Länge von zwanzig Zentimeter haben. Sie wachsen sehr langsam und erreichen ihre Endgröße erst nach zehn Jahren und können 30 Jahre alt werden.

## Leopardenhaie und Menschen
Leopardenhaie sind in Kalifornien beliebte Anglerfische und werden auch kommerziell befischt. Ihr Fleisch kommt frisch und geräuchert auf den Markt. Sie werden oft in Zoologischen Gärten und großen Schauaquarien gezeigt. Der Leopardenhai ist in der Roten Liste der IUCN als nicht gefährdete Art („Least Concern“) eingestuft.